# Amparo Garrido (artista visual)
Amparo Garrido Arce (Valencia; 1962) es una artista multidisciplinar española. Ha desarrollado su trabajo en el campo de la fotografía recreando espacios y situaciones para transportar al espectador hacia mundos donde la figura humana y la figura animal son representados con una gran fortaleza irónica y conceptual creando una realidad simbólica. Ha recibido diversos galardones por sus trabajos fotográficos entre ellos el III Premio, Certamen Nacional de Fotografía: “Los jóvenes vistos por los jóvenes” (1986) y el Premio ABC de fotografía (2001). Su obra se encuentra en colecciones como el Museo Nacional Centro de Arte Reina Sofía de España.

## Trayectoria
Nació en Valencia y reside en Madrid. Estudió Arte dramático y empezó a trabajar en cine hasta que en 1986 tras ganar el III Premio en el Certamen Nacional de Fotografía “Los jóvenes vistos por los jóvenes” del Ministerio de Cultura orientó su obra hacia la fotografía y el vídeo. Desde 2000 ha impartido clases esporádicamente. Es miembro de Mujeres en las Artes Visuales.

## Obra
Su producción se basa en la creación de un imaginario donde la figura humana en escasas ocasiones se establece como protagonista, incidiendo a través de las imágenes en el espectador espejado. Ha investigado en el mundo animal y lo ha representado en series de retratos primero de perros y posteriormente de simios, haciendo que mediante la mirada, el animal muestra su incomunicación. Sus series fotográficas más reconocidas "Sobre perros, la mirada y el deseo" (1988) y como la bestia humana "De lo que no puedo hablar" (2006).

En el año 2019 realiza su primer largometraje con el título 'El silencio que queda', un filme que también le sirvió para exorcizar la muerte de un amigo.Este primer largometraje documental compitió en la Sección Oficial de Documentales del 22º Festival de Málaga. Cine en Español.  Un filme que parte del encuentro de la artista con un ornitólogo ciego desde los 6 años y capaz de identificar el canto de 200 especies de aves. Su mejor amigo, conociendo la afición de Garrido al mundo animal, le hizo llegar un recorte de prensa que le dejó en el buzón unas semanas antes de morir. Sabía que a ella le iba a fascinar salir al campo y cerrar los ojos. Garrido sintió que su amigo le estaba dejando un encargo, invitándola a un encuentro sobrecogedor con la belleza a partir de dos formas de acercarse al mundo: la mirada y la escucha. Cuenta la artista los pormenores en esta completa entrevista realizada en la revista de medios audiovisuales online Audiovisual451. En el Diario El Pais hay un extenso reportaje realizado por el crítico especializado en cine Gregorio Belinchón en el que se narra el proceso de la realización de la película con unos pasajes descriptivos sumamente poéticos, en el se destaca estas palabras de la autora.
"Una imagen es un texto. Soy muy consciente de ello. Y nunca trabajo desde una posición racional, sino que me lanzo a lo poético. En esta película, que es la primera que hago en este formato y por la que me ha picado el gusanillo del cine, me he abandonado con absoluta libertad. No tenía nada que perder, porque por mi devastación emocional tras la muerte de mi amigo pensaba que ya lo había perdido todo. Había tocado fondo y la vida me regaló esta oportunidad".

## Museos y colecciones
Su obra forma parte de colecciones públicas y privadas como Fondos del Ministerio de Educación Cultura y Deportes, Museo Nacional Centro de Arte Reina Sofía (MNCARS), Colección de Alcobendas “Géneros y Tendencias en los albores del S.XXI” , Colección Circa XX - Colección Pilar Citoler, Colección Ordóñez-Falcó,  entre otras.

## Premios y becas
- 2011 Seleccionada para el II Premio de Arte Grunenthal
- 2007 II Premio de la V Edición del Concurso de Fotografía Purificación García. . Iniciarte
- 2007 Becas para la ayuda a la producción y difusión del Arte Contemporáneo. Junta de Andalucía. Becada con una ayuda para el proyecto de vídeo: “Remanecer”. Seleccionada en el 1er Premio Internacional de Fotografía Contemporánea Pilar Citoler, Córdoba. . Seleccionada para el Premio Ciudad de Palma
- 2007. 2006 Seleccionada en la IV Bienal Internacional de Artes Plásticas Ciudad de Alcorcón
- 2006 Seleccionada en el Certamen de Artes Plásticas de la Universidad Nacional de Educación a Distancia
- 2006. 2005 Seleccionada para el Premio Ciudad de Palma
- 2005 II Premio Notodofotofest, I Festival ABC de Fotografía Colectiva. . Seleccionada en el Concurso de Fotografía Purificación García.
- 2004 Premio Adquisición en el XLI Certamen Internacional de Artes Plásticas de Pollensa, Islas Baleares. . Seleccionada en la VI Bienal de Artes Plásticas “Ciudad de Albacete”. . Seleccionada en la VIII Mostra Unión FENOSA, MACUF, La Coruña. . Seleccionada en el Concurso de Fotografía Purificación García. 6
- 2001 I Premio ABC de Fotografía. Premio Adquisición de obra VII Certamen Unicaja de Artes Plásticas.
- 2000 I Premio del concurso Arquitectura y Fotografía del Ministerio de Fomento. . Seleccionada en el VI Certamen Unicaja de Artes Plásticas.
- 1991 Seleccionada en el Certamen de Imágenes Jóvenes, Ministerio de Asuntos Sociales, Madrid.
- 1989 Mención Especial, Certamen de Fotografía del Gobierno Balear. Baleares.
- 1986 III Premio, Certamen Nacional de Fotografía: “Los jóvenes vistos por los jóvenes”, Ministerio de Cultura, Madrid.

## Exposiciones individuales
- “Soy Tú”, Galería TRINTA, Santiago de Compostela. 2012.
- “Tiergarten. Un jardín romántico alemán”. Museo del Romanticismo, Madrid. 2010.
- “De lo que no puedo hablar”, Estudio Ameba, Athenas, Grecia 2006.
- “De lo que no puedo hablar”, Galería Travesía Cuatro, Madrid. 2004.
- “Una casa es un texto”, Galería Travesía Cuatro, Madrid. 2003.
- “Ambivalentes”, Galería Antonia Puyó, Zaragoza 2002.
- “¿Qué fue de tu hermano, aquel que viajó al sur?” elescaparatedesanpedro, Madrid. 2001. “Vacaciones en el mar” Galería EGAM, Madrid 2000.
- “Ventanas papeles y el hombre del saco” Galería EGAM, Madrid. 2000.
- “ Perros”, Galería Spectrum, Zaragoza. 1998.
- “Perros”, Galería Urania “Primavera fotográfica”, Barcelona. 1990.
- “Spain” Spanish Institute, Londres, Reino Unido. “Spain” Spanish Institute, Nueva York, Estados Unidos.